# Pasaporte paraguayo
El pasaporte paraguayo, también denominado pasaporte policial, se expide a los  ciudadanos paraguayos para viajar fuera de Paraguay. Para viajar a los países del Mercosur y sus estados asociados, los ciudadanos paraguayos pueden usar su cédula de identidad. Para la obtención de pasaporte paraguayo, el interesado/a deberá ir al Departamento de Identificaciones y presentar una cédula de identidad civil vigente, y certificado de contribuyente (se puede conseguir desde la página del Ministerio de Hacienda).
El pasaporte paraguayo es válido para viajar a cualquier parte del mundo, aunque para viajar a ciertos países se requiere visa, los ciudadanos paraguayos pueden entrar en 148 países y territorios sin necesidad de visado, de acuerdo con el "Reporte de Restricción de Visados Henley 2024". El pasaporte paraguayo cumple con los estándares recomendados (tamaño, composición, diseño, tecnología) de la Organización de Aviación Civil Internacional (OACI) establecido por el Documento 9303.
El gobierno paraguayo empezó a emitir el pasaporte biométrico desde 1 de abril de 2010, aunque estos en un principio eran solo los del tipo consular; los pasaportes no biométricos siguieron emitiéndose para toda la ciudadanía dentro del territorio nacional. Recién desde el 10 de julio del 2023 se emiten únicamente los del tipo biométrico, y los pasaportes que no son biométricos en vigor son válidos hasta su fecha de caducidad.
El pasaporte paraguayo consular se puede expedir para ciudadanos paraguayos si viven en el extranjero. Los pasaportes consulares son impresos en la sede del Ministerio de Relaciones Exteriores en Asunción y entregados a través de las Embajadas y Consulados. Los pasaportes consulares son válidos por un plazo de 5 años y no son renovables.

## Tipos
En función de la naturaleza del viaje, se pueden clasificar en:
- Pasaporte Ordinario (Policial o Consular) - Expedido a la ciudadanía en general para viajes ordinarios, tales como de vacaciones y de negocios.
- Pasaporte Diplomático - Expedido a diplomáticos paraguayos, altos funcionarios del gobierno paraguayo y correos diplomáticos.
- Pasaporte Oficial y de Servicio - Expedido a representantes individuales del gobierno paraguayo en asuntos oficiales.

## Países sin visado y visado a la llegada (VOA)
Utilizando el pasaporte biométrico, los ciudadanos paraguayos pueden entrar en 148 países y territorios sin necesidad de visado, de acuerdo con el "Reporte de Restricción de Visados según  el sitio web de VISAINDEX, a partir de 2025" , siendo el número 31 de la lista sobre la base de la facilidad de viajes. Una lista aproximada de ellos sigue a continuación: (los países y territorios que no aparecen en esta lista exigen visado a los ciudadanos paraguayos)

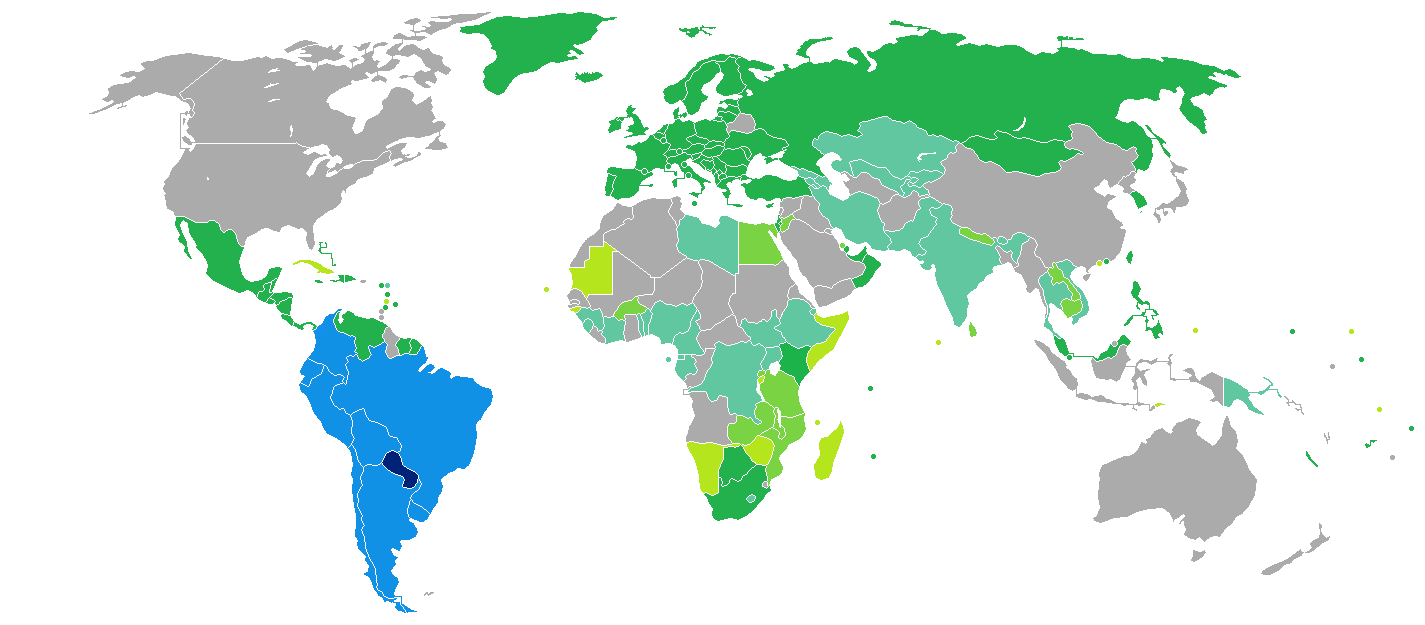
Paraguay
Viaje con documento de identidad
Sin necesidad de visa
Visa a la llegada
eVisa
Visa disponible tanto a la llegada como en línea
Visa obligatoria

### América
| Países y territorios                              | Condiciones de acceso             |
| ------------------------------------------------- | --------------------------------- |
| Anguila                                           | 90 días                           |
| Antigua y Barbuda                                 | 1 mes                             |
| Antillas Neerlandesas (Reino de los Países Bajos) | 3 meses                           |
| Argentina                                         | 90 días                           |
| Aruba (Reino de los Países Bajos)                 | 30 días                           |
| Bahamas                                           | 3 meses                           |
| Belice                                            | 1 mes                             |
| Bermudas (Reino Unido)                            | 6 meses                           |
| Chile                                             | 90 días                           |
| Colombia                                          | 90 días                           |
| Costa Rica                                        | 90 días                           |
| Dominica                                          | 6 meses                           |
| Ecuador                                           | 90 días                           |
| El Salvador                                       | 90 días                           |
| Groenlandia (Dinamarca)                           | 90 días                           |
| Granada                                           | 3 meses                           |
| Guadalupe (Francia)                               | 90 días                           |
| Guatemala                                         | 90 días                           |
| Guayana Francesa (Francia)                        | 90 días                           |
| Haití                                             | 3 meses                           |
| Honduras                                          | 3 meses                           |
| Islas Caimán (Reino Unido)                        | 30 días                           |
| Islas Turcas y Caicos (Reino Unido)               | 30 días                           |
| Islas Vírgenes Británicas (Reino Unido)           | 30 días                           |
| Jamaica                                           | 90 días                           |
| Martinica (Francia)                               | 90 días                           |
| México                                            | 180 días turismo/30 días negocios |
| Montserrat (Reino Unido)                          | 14 días                           |
| Nicaragua                                         | 90 días                           |
| Panamá                                            | 90 días                           |
| Perú                                              | 90 días                           |
| República Dominicana                              | 90 días                           |
| San Cristóbal y Nieves                            | 3 meses                           |
| Santa Lucía                                       | 6 semanas                         |
| San Pedro y Miquelón (Francia)                    | 90 días                           |
| San Vicente y las Granadinas                      | 1 mes                             |
| Trinidad y Tobago                                 | 90 días                           |
| Uruguay                                           | 3 meses                           |
| Venezuela                                         | 90 días                           |

### África
| Países y territorios | Condiciones de acceso |
| -------------------- | --- |
| Cabo Verde           | Visa expedida a la llegada |
| Comoras              | Visa de libre tránsito por 24 h expedida a la llegada al aeropuerto. Debe ser canjeada por una visa de entrada en la oficina de inmigración en Moroni (tasa variable)                           |
| Egipto               | Visa válida por 30 días expedida a la llegada por USD 15 |
| Gambia               | Visa de libre tránsito por 24~72 h expedida a la llegada al aeropuerto. Debe ser canjeada por una visa de entrada válida hasta por 1 mes en la oficina de inmigración en Banjul (tasa variable) |
| Kenia                | Visa válida por 3 meses expedida a la llegada por USD 50 |
| Madagascar           | Visa válida por 90 días expedida a la llegada por MGA 140.000 |
| Marruecos            | 3 meses |
| Mayotte (Francia)    | 90 días |
| Mozambique           | Visa válida por 30 días expedida a la llegada por USD 25 |
| Reunión (Francia)    | 90 días |
| Seychelles           | 1 mes |
| Suazilandia          | 2 meses |
| Sudáfrica            | 90 días |
| Tanzania             | Visa válida por 3 meses expedida a la llegada por USD 50 |
| Togo                 | Visa válida por 7 días expedida a la llegada por XOF 10.000~35.000 |
| Uganda               | Visa válida por 3 meses expedida a la llegada por USD 50 |
| Yibuti               | Visa válida por 1 mes expedida a la llegada por DJF 5.000 |
| Zambia               | 90 días |

### Asia
| Países y territorios | Condiciones de acceso |
| -------------------- | --- |
| Armenia              | Visa válida por 120 días expedida a la llegada por Dram15.000                                                               |
| Azerbaiyán           | Visa válida por 30 días expedida a la llegada por USD 100                                                                   |
| Bangladés            | Visa válida por 90 días expedida a la llegada por USD 50                                                                    |
| Camboya              | Visa válida por 30 días expedida a la llegada por USD 20/USD 25                                                             |
| Corea del Sur        | 30 días |
| Filipinas            | 21 días |
| Georgia              | Visa válida por 360 días expedida a la llegada                                                                              |
| Hong Kong            | 90 días |
| Japón                | 90 días |
| Jordania             | Visa válida por 1 mes expedida a la llegada por JOD 10                                                                      |
| Kirguistán           | Visa válida por 30 días expedida a la llegada (tasa variable USD 35 ~ 70)                                                   |
| Laos                 | Visa válida por 30 días expedida a la llegada por USD 30                                                                    |
| Líbano               | 1 mes |
| Macao                | Visa válida por 30 días expedida a la llegada por 100 MOP                                                                   |
| Malasia              | 1 mes |
| Maldivas             | 30 días |
| Nepal                | Visa válida por 15, 30 o 90 días expedida a la llegada por USD 25, 40 y 100 respectivamente                                 |
| Omán                 | Visa expedida a la llegada válida por: 1 mes: OMR 6; 1 año con múltiples entradas (máximo de 3 semanas por estadía): OMR 10 |
| Singapur             | 30 días |
| Timor Oriental       | Visa válida por 30 días expedida a la llegada por USD 30                                                                    |
| Turquía              | 3 meses |

### Europa
| Países y territorios      | Condiciones de acceso |
| ------------------------- | --------------------- |
| Espacio Schengen          | 90 días               |
| Andorra                   | 90 días               |
| Bielorrusia               | 3 meses               |
| Bosnia y Herzegovina      | 90 días               |
| Bulgaria                  | 90 días               |
| Guernsey (Reino Unido)    | 6 meses               |
| Irlanda                   | 3 meses               |
| Isla de Man (Reino Unido) | 6 meses               |
| Jersey (Reino Unido)      | 6 meses               |
| Kosovo                    | 90 días               |
| Macedonia del Norte       | 90 días               |
| Montenegro                | 90 días               |
| Rumania                   | 90 días               |
| Reino Unido               | 6 meses               |
| Rusia                     | 90 días               |

### Oceanía
| Países y territorios         | Condiciones de acceso                                                                |
| ---------------------------- | ------------------------------------------------------------------------------------ |
| Fiyi                         | 4 meses                                                                              |
| Islas Cook (Nueva Zelanda)   | 31 días                                                                              |
| Micronesia                   | 30 días                                                                              |
| Nueva Caledonia (Francia)    | 90 días                                                                              |
| Niue (Nueva Zelanda)         | 30 días                                                                              |
| Palaos                       | 30 días                                                                              |
| Papúa Nueva Guinea           | Visa válida por 60 días expedida a la llegada por 100 (turismo) o 500 (negocios) PGK |
| Polinesia Francesa (Francia) | 90 días                                                                              |
| Samoa                        | 60 días                                                                              |
| Tuvalu                       | 1 mes                                                                                |
| Wallis y Futuna (Francia)    | 90 días                                                                              |

## Galería de imágenes

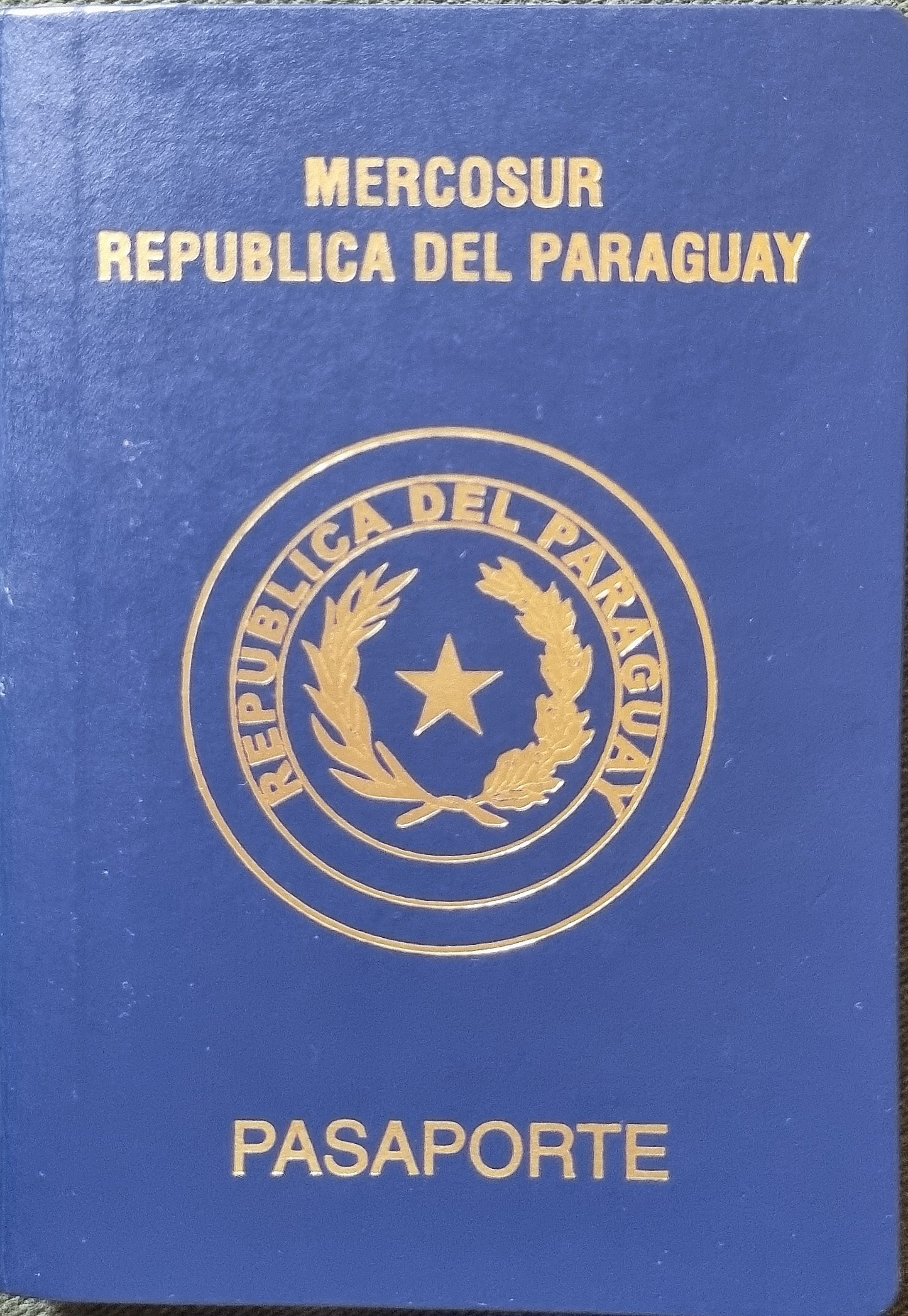
Versión prebiométrica del pasaporte paraguayo, emitido hasta mediados del 2023.
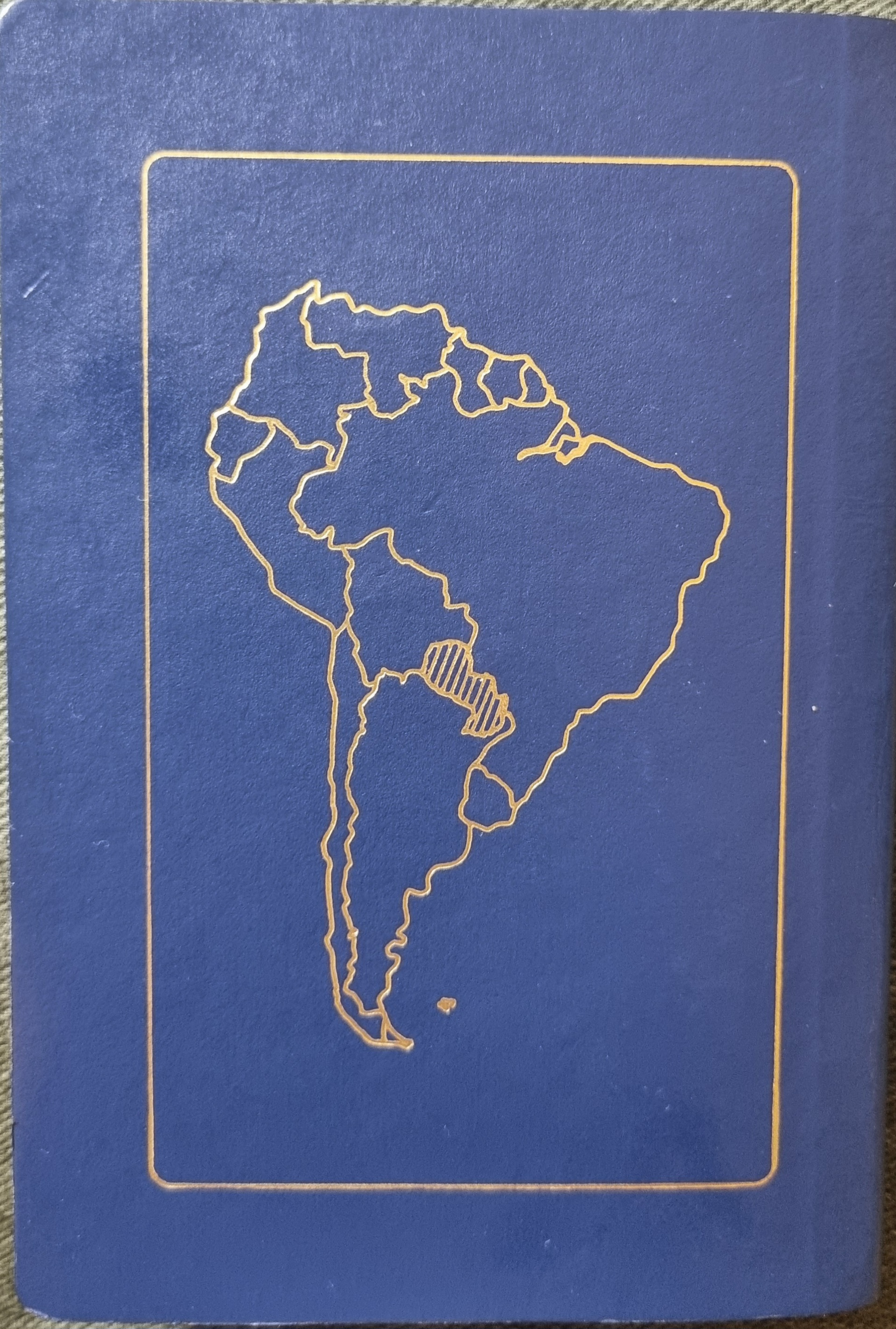
Dorso del pasaporte paraguayo en su versión emitida hasta mediados del 2023.
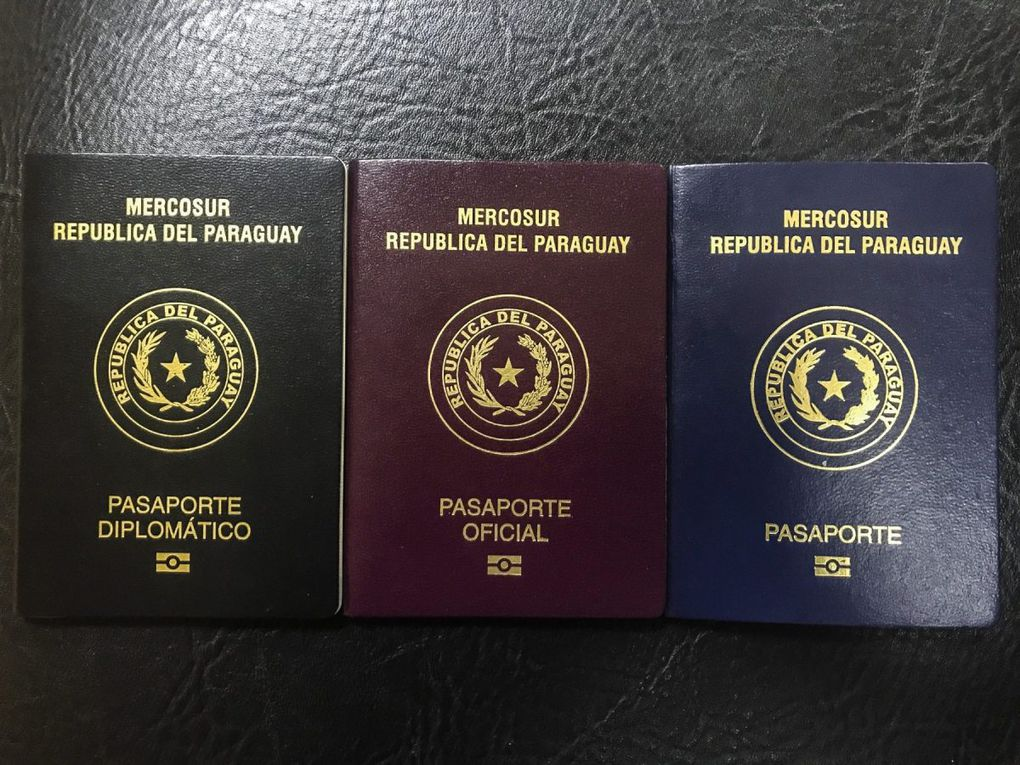
Comparativa de los tres tipos de pasaportes paraguayos (actuales).
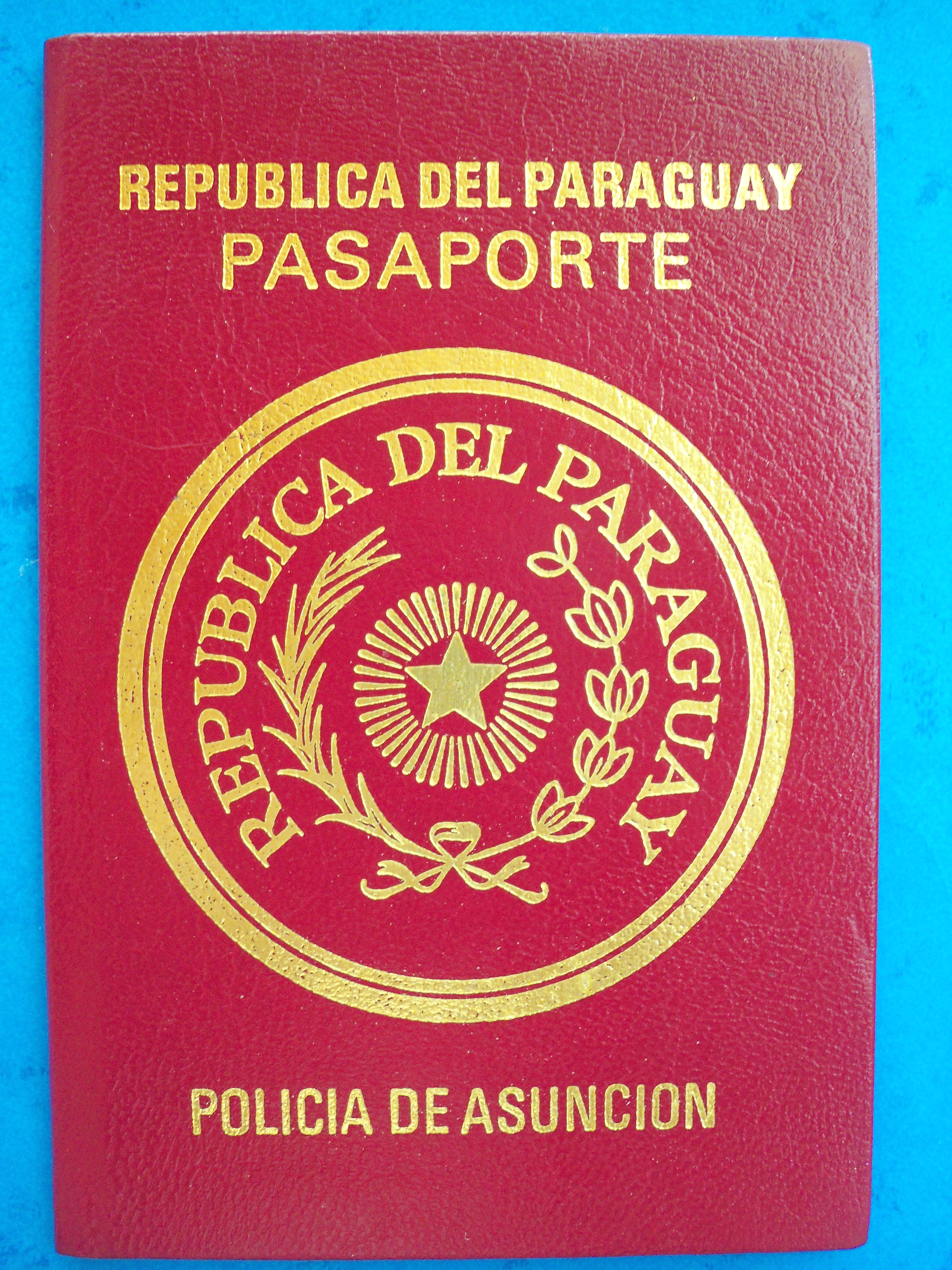
Pasaporte paraguayo de 1989, modelo preMercosur.
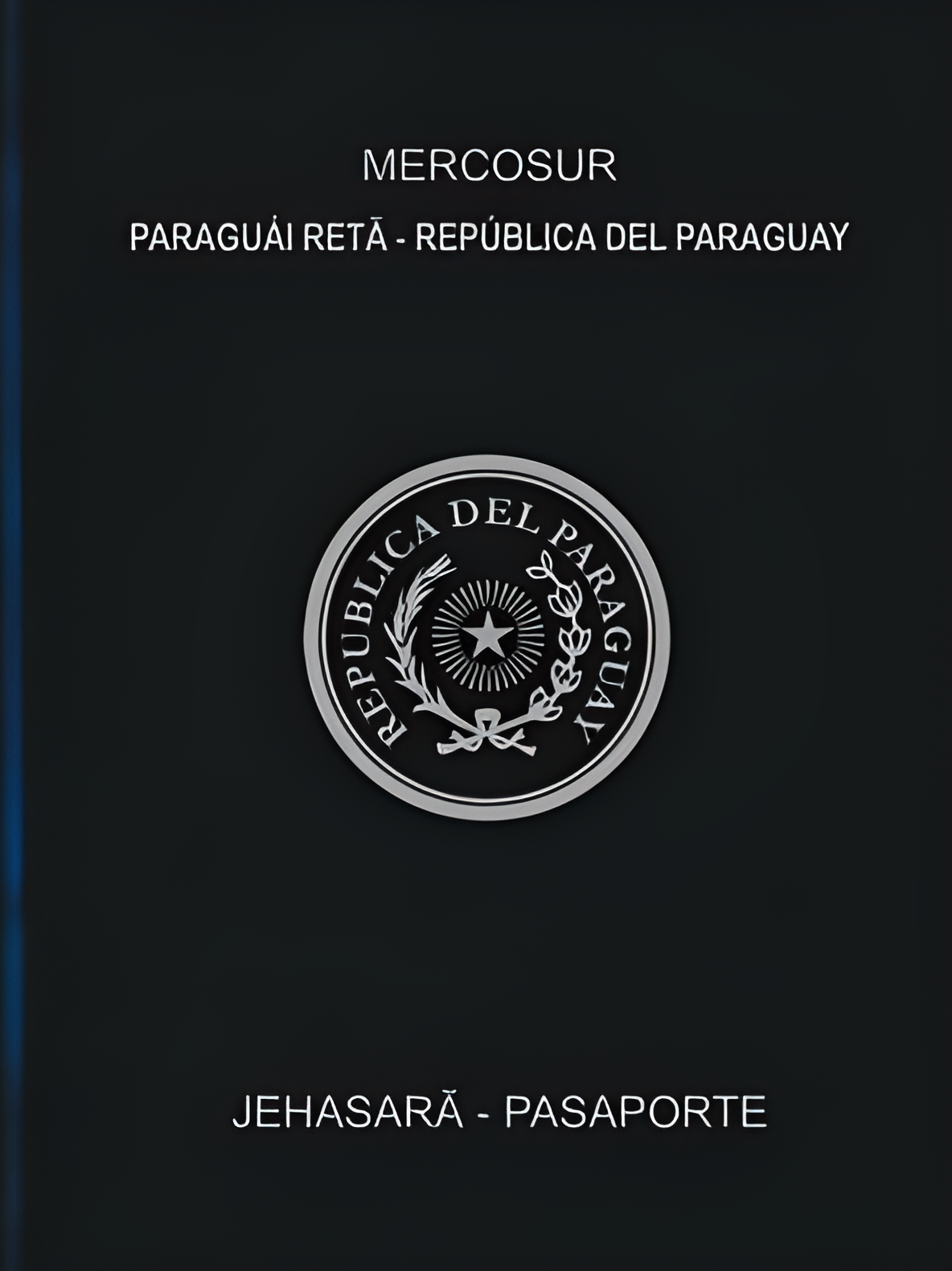
Propuesta trilingüe del Pasaporte paraguayo.
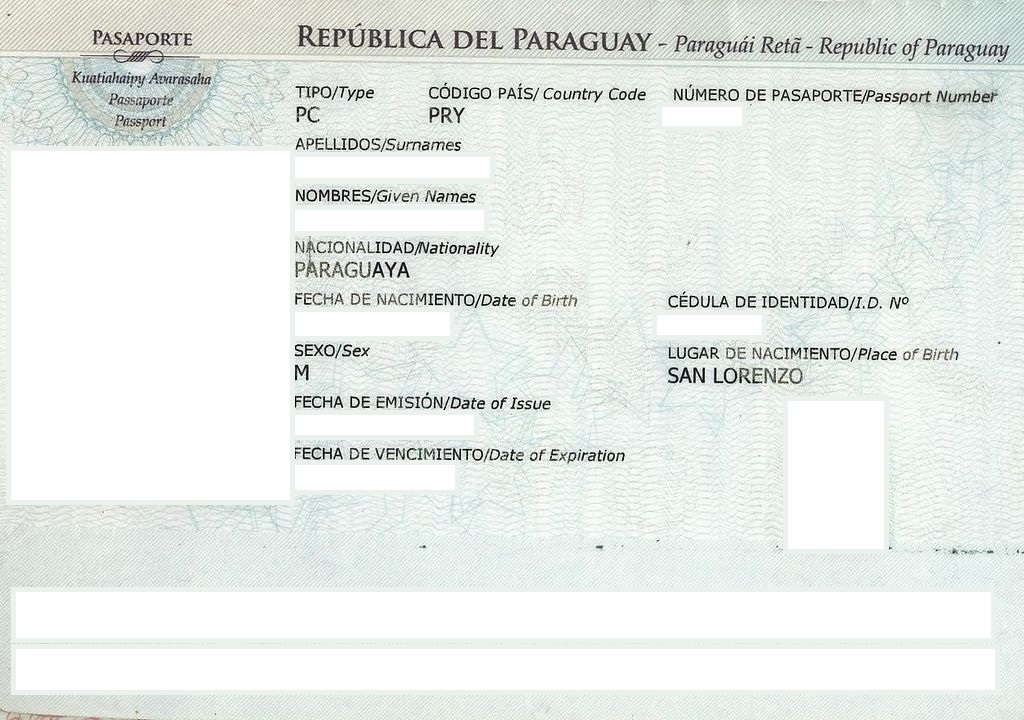
Página de Identificación del tipo consular.
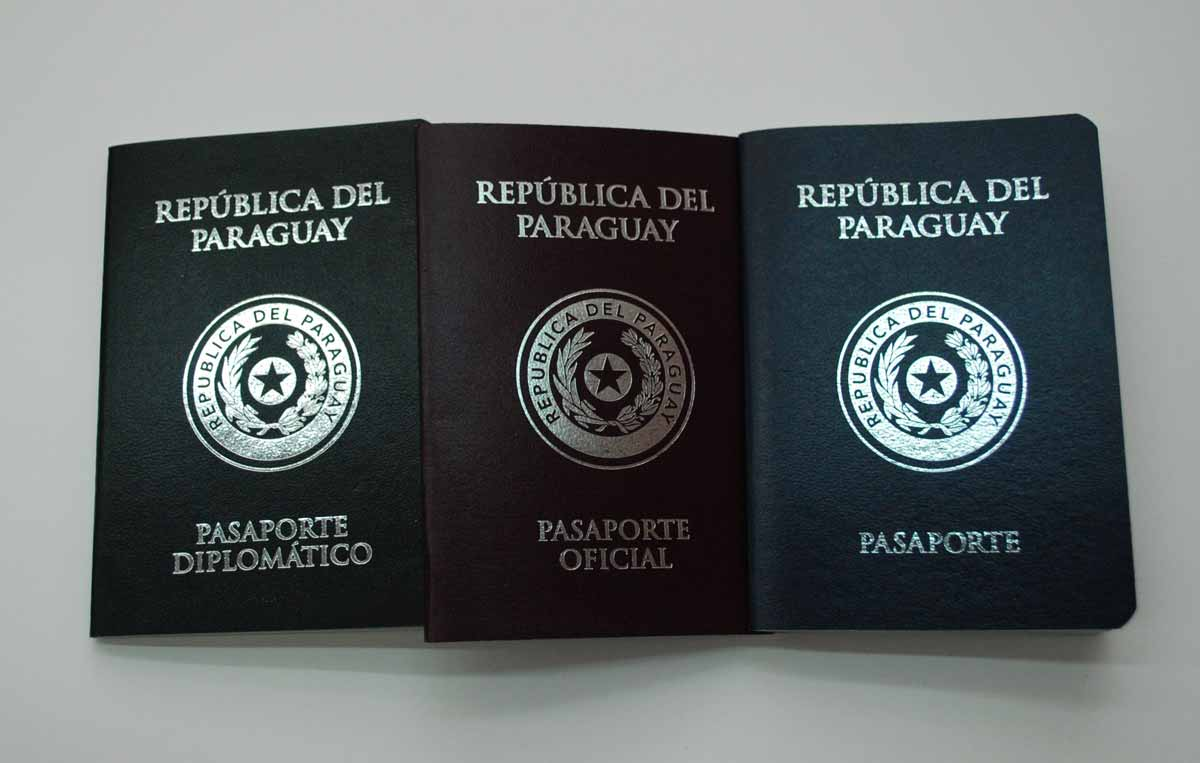
Antiguos Pasaportes diplomático, oficial y consular paraguayos.